# Lithse Kooi
De Lithse Kooi is een beheersgebied van Staatsbosbeheer, gelegen ten zuiden van Lith. Het meet 88 ha.
Het gebied bestaat uit twee eendenkooien, namelijk de Lithse Kooi en de Kesselse Kooi, alsmede een kooirestant bij Het Wild, met de omliggende grienden en graslanden. De kooien liggen in de Polder het Laag Hemaal, niet ver ten noorden van de Hertogswetering.
De zomertaling, slobeend, grutto, tureluur, grasmus en rietzanger broeden er. Ook worden er zeldzame vogels waargenomen. De waterhuishouding wordt met windmolens zodanig geregeld dat watervogels er kunnen gedijen. De kooien worden nu gebruikt om vogels te ringen
Nabij deze kooien bevindt zich ook de Marense Kooi, die beheerd wordt door Natuurmonumenten.
Deze kooien vormen het restant van de tientalen eendenkooien die in deze omgeving hebben gelegen.